# Logocentrismo
Na teoria da desconstrução, logocentrismo é um termo cunhado pelo filósofo alemão Ludwig Klages nos anos de 1920 e se refere à tendência no pensamento ocidental de se colocar o logos (palavra grega que significa palavra ou razão) como o centro de qualquer texto ou discurso. Jacques Derrida usou o termo para caracterizar boa parte do pensamento ocidental desde Platão: uma busca constante pela "verdade".
Logocentrismo costuma ser confundido com fonocentrismo, que é mais especificamente a valorização da fala sobre a escrita.